# Adrian Wilson
Pour les articles homonymes, voir Wilson.
(en) Statistiques sur pro-football-reference
Adrian Lemar Wilson, né le 12 octobre 1979 à High Point en Caroline du Nord, est un joueur américain de football américain évoluant au poste de safety.

## Biographie
Étudiant à l'université d'État de Caroline du Nord, il joua pour le Wolfpack de North Carolina State. Son numéro 9 a été retiré en 2010.
Il est  drafté en 2001 à la 64e place (troisième tour) par les Cardinals de l'Arizona. Il se montre rapidement comme un taulier de la défense des Cardinals et avec ceux-ci, il arrive au Super Bowl XLIII en 2008 mais y perd contre les Steelers de Pittsburgh.
Le 15 mars 2013, il signe pour trois ans chez les Patriots de la Nouvelle-Angleterre, puis en 2014, une année aux Bears de Chicago.
Particulièrement doué pour les sacks, il fait partie de l'informel « club 20/20 » qui rassemble les joueurs avec plus de vingt sacks et vingt interceptions en carrière, mais aussi le « club 25/25 » qui rassemble ceux ayant plus de 25 sacks et interceptions en carrière.
Il a été sélectionné cinq fois au Pro Bowl (2006, 2008, 2009, 2010 et 2011) et quatre fois All-Pro (2006, 2008, 2009, 2011).